# エマ・ミースマン
エマ・ミースマン（Emma Meesseman、1993年5月13日 - ）は、ベルギーの女子バスケットボール選手である。ウェスト＝フランデレン州イーペル出身。WNBA・ニューヨーク・リバティ所属。

## 経歴
2009年よりベルギー国内のイーペル・ブルーキャッツとロット・ヤングキャッツでプレーした後、2012年からフランス・リーグ・フェミニン・バスケットボールのESB ヴィルヌーヴ＝ダスクに移籍。2014年からロシアのスパルタク・モスクワ、2016年からUMMCエカテリンブルクに所属している。

### WNBA
2013年のWNBAドラフト2巡目全体19位指名でワシントン・ミスティクスに指名され、2019年シーズンに優勝してファイナルのMVPを獲得している。

### ベルギー代表歴
2011年にU18ベルギー代表に選出されU18欧州選手権で優勝してMVPを受賞。
ユーロバスケット・ウーマンズ2017年大会で3位となり、オールスターファイブに選出された。
ベルギーは初めてワールドカップ出場権を獲得し、2018年FIBA女子バスケットボール・ワールドカップは予選リーグを2勝1敗で突破し、準々決勝も勝利してベスト4になった。この大会でミースマンはリバウンド王となりオールスターファイブに選出された。
2020年、東京オリンピック予選でベルギー初のオリンピック出場権を獲得。
2021年7月開幕の東京オリンピックでベルギーはオーストラリアとプエルトリコを破って予選リーグを突破してベスト8となった。ミースマンは準々決勝で日本戦で25得点、11リバウンド、6アシスト、3スティールを記録した。出場した全4試合の1試合平均得点は27.3得点で大会得点王となり、オールスターファイブに選出された。